# Camberwell Road

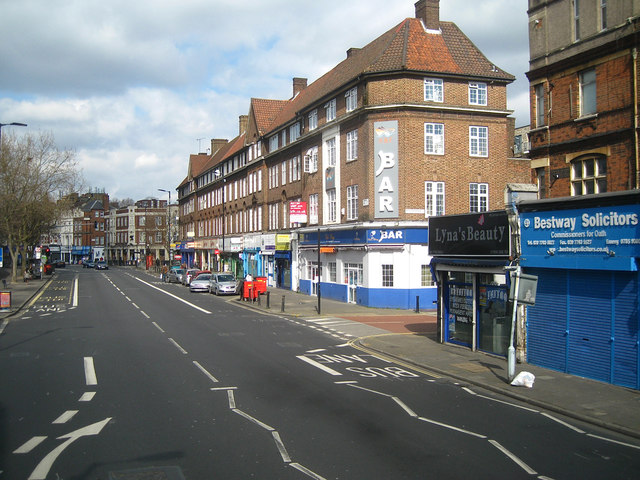
Die Camberwell Road, 2015

Die Camberwell Road ist eine Straße im Londoner Stadtteil Camberwell im Bezirk Southwark.

## Lage
Die Straße beginnt im Norden, wo sie die „Fortsetzung“ der Walworth Road in südlicher Richtung bildet und endet im Süden an der Peckham Road, wo sie durch den Denmark Hill in südlicher Richtung fortgesetzt wird. Die gesamte Nord-Süd-Verbindung (mit Walworth Road, Camberwell Road und Denmark Hill) ist Bestandteil der A215.

## Geschichte
Die ersten Häuser in der damals noch ländlich geprägten Straße entstanden um 1776 dort, wo sich heute die Nummern 33 bis 45 und 79 bis 85 befinden. 1779 errichtete der Physiker und Philanthrop John Coakley Lettsom am begehrten und höher gelegenen südlichen Ende der Straße ein Grundstück, das er bis 1810 bewohnte.
Als Ende des 18./Anfang des 19. Jahrhunderts die Verkehrswege über die Themse zur Londoner Innenstadt verbessert und Brücken errichtet worden waren, wurde die von Bäumen gesäumte Camberwell Road zu einer begehrten Wohnadresse.
Im Laufe des 19. Jahrhunderts entwickelte sich die Camberwell Road als Teil der A215 zu einer der wichtigsten Durchfahrtsstraßen mit zugleich einer der besten Einkaufsmöglichkeiten im gesamten Londoner Stadtgebiet. Zu jener Zeit war die Straße bereits vorwiegend von der unteren Mittelschicht, Arbeitern und Armen bewohnt.
Dennoch konnte der Sozialforscher Charles Booth 1891 festhalten, dass es „unter den Arbeiterklasse keine große Armut gibt und sich fast alle in Arbeit befinden.“ Außerdem war das Bildungsniveau in dem Distrikt erfreulich hoch.
Zu Beginn des 20. Jahrhunderts ging das allgemeine Niveau der Straße, in der Gewalttätigkeiten und Trunksucht längst an der Tagesordnung waren, allmählich bergab, bis mit Beginn der späten 1960er Jahre wieder ein Aufwärtstrend zu verzeichnen war, so dass die Camberwell Road mittlerweile wieder zu den begehrten Adressen Londons zählt.
Stellvertretend für die Entwicklung vieler Städte steht die Aussage eines langjährigen Bewohners der Camberwell Road, der es bedauert, dass die nächste Generation kaum noch die Möglichkeit haben wird, ein prächtiges Haus wie das seinige zu kaufen und es liebevoll zu restaurieren: „Nirgendwo in London gibt es noch die Möglichkeit, dass jemand seine Karriere beginnt, in der Kunst oder auf einem anderen Gebiet, in irgendeine Straße geht und sich eines leerstehenden Hauses annimmt, das einer Fürsorge bedarf, um es zu einem vernünftigen Preis zu kaufen und dort viele Jahre zu leben. Ich glaube, dass diese Zeiten vorbei sind.“